# Kelurahan Keagungan
Kelurahan Keagungan är en administrativ by i Indonesien.   Den ligger i provinsen Jakarta, i den västra delen av landet. Huvudstaden Jakarta ligger i Kelurahan Keagungan.